# Falklandski rat
Falklandski rat ili Malvinski rat je oružani sukob Argentine i Velike Britanije koji je trajao od 19. ožujka do 14. lipnja 1982. godine, a kojemu je povod bio teritorijalni spor oko Falklandskog otočja. 

## Uzroci rata

### Rana povijest
Prema tvrdnjama Britanaca, otočje je otkrio istraživač John Davies 1592., dok Argentinci tvrde da je otočje otkrio španjolski istraživač Esteban Gomez 1520. Nakon toga, otočje je promijenilo nekoliko suverena koji su se kretali od Engleza, Francuza, Španjolaca itd. Do 1811. godine Malvinama su vladali Španjolci, od kojih se 1816. osamostalila Argentina i četiri godine kasnije preuzela suverenitet nad otočjem. Godine 1833., Britanci su ponovo preuzeli vlast i istjerali stanovnike. Godine 1837., otočje je dobilo status britanske kolonije i ime Falklandi.

### 20. stoljeće
Argentina, u kojoj se otočje naziva Malvinskim otočjem (Islas Malvinas) ih je sve vrijeme smatrala svojim, ali sve do druge polovice 20. stoljeća nije bila u stanju mnogo učiniti po tom pitanju s obzirom na snagu Britanskog Imperija. U međuvremenu je na otočju sagrađena pomorska baza kao i doveden određen broj uglavnom škotskih doseljenika čiji se potomci danas uglavnom bave uzgojem ovaca. 
Nakon drugog svjetskog rata Velika Britanija je zapala u veliku ekonomsku krizu i bila prisiljena započeti proces dekolonizacije, koji je uključio i njene udaljene posjede. Falklandsko otočje je davno bilo izgubilo svoju stratešku važnost i održavanje britanskog suvereniteta na tako udaljenom, ekonomskim neisplativom i gotovo nenastanjenom području se smatralo neopravdanim. Od kraja 1960-ih britanski Foreign Office je započeo pregovore s Argentinom u cilju podjele, odnosno prijenosa suvereniteta.
Ti pregovori su tekli prilično sporo, pa je početkom 1980-ih tadašnja argentinska vojna hunta pod vodstvom generala Leopolda Galtierija odlučila teritorijalni spor prekinuti oružanim putem kako bi pažnju javnosti skrenula s katastrofalne ekonomske krize i desetina tisuća mrtvih i nestalih u Prljavom ratu protiv ljevice. S obzirom na to da je Velika Britanija iz ekonomskih razloga već desetljećima smanjivala vlastite oružane snage, uključujući nekoć snažnu Kraljevsku mornaricu, kao i na udaljenost Falklanda od najbližih britanskih baza, držalo se da je bilo kakva vojna reakcija na argentinsko osvajanje otočja iznad britanskih mogućnosti te da će britanska vlada biti prisiljena prihvatiti svršeni čin.

## Tijek rata
Smatra se da su ratne operacije počele 19. ožujka iskrcavanjem 50 Argentinaca na otok Južnu Georgiju, podizanjem argentinske zastave i simboličkim preuzimanjem suvereniteta. Pokušaj britanskog broda HMS Enterprise da intervenira je spriječila argentinska ratna mornarica. Dana 2. travnja 1982. argentinski marinci su se u tzv. "Operaciji Rosario" iskrcali na Falklande i nakon kraćeg otpora savladali malobrojni britanski garnizon. Istoga dana su argentinske snage zaposjele Južnu Georgiju i otočje Južni Sandwich.
U Argentini je uspješna invazija izazvala svenarodno slavlje. Argentinske vlasti su promijenile ime falklandskog glavnog grada Port Stanley u "Puerto Argentino", uvele španjolski kao službeni jezik i tjerale stanovnike da voze desnom stranom ulice.

Nakon početne nevjerice i šoka, britanska vlada Margaret Thatcher je odlučila otočje vratiti oružanim putem:
"Ovo je pozadina nasuprot koje moramo donositi odluke i razmotriti najbolje mjere koje možemo poduzeti. Ne mogu reći Domu precizno koje aktivnosti su poduzete – dio brodovlja je već na moru, drugi su stavljeni u najviši stupanj pripravnosti u četvrtak navečer. Vlada je donijela odluku da će velika operativna grupa isploviti čim sve pripreme budu gotove. "HMS Invincible" će joj biti na čelu i u ponedjeljak će napustiti luku. Naglašavam da ne mogu prognozirati kakve će naredbe operativna grupa dobivati u nastavku. To će ovisiti o onome kako će se situacija s vremenom razvijati. U međuvremenu se nadamo da će kontinuirani diplomatski napori, u kojima nam pomažu mnogi prijatelji, uroditi plodom..."  – obraćanje Margaret Thatcher Donjem domu britanskog parlamenta, 3. travnja 1982. 
Mornarička eskadra s dva nosača aviona (HMS Invincible i HMS Hermes) poslana je u Južni Atlantik, a kasnije su im se pridružile kopnene snage od nekih 5000 ljudi. Velika Britanija je također pokrenula diplomatsku ofenzivu – iako su se latinoameričke i nesvrstane zemlje (uključujući SFRJ) uglavnom svrstale uz Argentinu, Britanci su uspjeli isposlovati rezoluciju UN koja je zahtijevala argentinsko povlačenje te podršku od strane svojih partnera u EEZ. S druge strane, SAD su ostale neutralne u sukobu, a administracija Ronalda Reagana oštro podijeljena po tome kojem od svoja dva saveznika pružiti podršku. Francuska, pak, iako formalno na britanskoj strani, nastavila je pružati tehničku podršku Argentini s protubrodskim projektilima Exocet.
Britanska protuofenziva je prve rezultate dala 21. travnja kada je odred marinaca i specijalaca 25. travnja osvojio Južnu Georgiju i zarobio argentinsku podmornicu. 
Dana 1. svibnja su Britanci počeli sa zračnim napadima na Port Stanley, a nakon toga su uslijedili prvi okršaji između britanskih i argentinskih zrakoplova. Dan kasnije zbio se ključni događaj cijelog rata – britanska nuklearna podmornica Conqueror potopila je argentinsku krstaricu General Belgrano. Nakon toga se argentinska mornarica povukla u matične luke, prepustivši zrakoplovstvu da snabdijeva garnizon na Falklandima i pokuša spriječiti britansko iskrcavanje.
Iako se argentinsko zrakoplovstvo, koje je operiralo iz baza u Argentini, istaklo u ratu i iako je uspjelo potopiti britanske brodove, uključujući razarač Sheffield, nije bilo u stanju spriječiti britansko iskrcavanje u zaljevu San Carlos 21. svibnja.  
Iako su britanske snage na Falklandima bile brojčano inferiorne Argentincima te opterećene nedostatkom teškog oružja i cijelim nizom logističkih problema, 28. svibnja su nakon teške borbe uspjele likvidirati argentinski garnizon u Goose Greeneu. Nakon toga su slijedili manji okršaji kao priprema za ofenzivu na Port Stanley koja je počela 11. lipnja. Tom prilikom su Britanci izveli jedan od posljednjih juriša u povijesti u kojima je korišten bajunet. Argentinske snage, sastavljene od neiskusnih, demoraliziranih i loše vođenih ročnika, brzo su podlegle malobrojnijim napadačima sastavljenim od iskusnih, vrhunski izvježbanih i profesionalnih postrojbi. 14. lipnja, u trenutku kada su se britanske snage nalazile na prilazima Port Stanleyu, je argentinski zapovjednik Falklanda potpisao kapitulaciju. Dana 20. lipnja je kapitulirao i argentinski garnizon na Južnom Sandwich otočju čime su završile ratne operacije. 

## Posljedice
Iako zasjenjen hladnim ratom, a poslije ignoriran zbog "političke korektnosti", Falklandski rat je jedan od najvažnijih sukoba iz druge polovice 20. stoljeća.
S obzirom na to da je predstavljao jedan od rijetkih modernih oružanih sukoba u kojemu su sukobljene strane bile relativno izjednačene po svojim snagama i opremi, te koji se vodio isključivo konvencionalnim snagama, falklandski rat već desetljećima privlači pažnju vojnih analitičara zbog cijelog niza pouka koje se mogu primijeniti na slične sukobe koji bi se mogli zbiti u budućnosti. 
Političke posljedice samog rata bile su daleko važnije od odgovora na pitanje čiji je suverenitet nad Falklandskom otočju.
U Argentini je poražena i osramoćena vojska izgubila svaki autoritet, te je nakon niza prosvjeda, u kojemu su prednjačili veterani falklandskog rata, bila godine 1983. prisiljena odstupiti u korist demokratski izabranih predstavnika naroda. Time je Argentina postala primjer cijelom nizu drugih latinoameričkih državama u kojima će 1980-ih i 1990-ih vojne diktature biti zamijenjene demokratskim uređenjem.
U Velikoj Britaniji je pobjeda u falklandskom ratu vratila nacionalno samopouzdanje i označila povratak te države kao velike sile. Margaret Thatcher i njena Konzervativna stranka, kojoj su prije rata svi bili predviđali poraz, godinu dana kasnije je na izborima do nogu potukla oporbene laburiste te dobila mandat za svoj radikalni program neoliberalnih gospodarskih reformi, koje danas predstavljaju standard u većini razvijenih industrijskih država.

## Hrvati u Malvinskom ratu
Nekoliko argentinskih Hrvata istaknulo se u ratu, uglavnom kao piloti Argentinskog ratnog zrakoplovstva. Kapetan korvete Roberto Ćurilović bio je pilot aviona Dassault Super Étendard koji je 25. svibnja 1982. lansiranjem projektila Exocet potopio SS Atlantic Conveyor, što je tada bio bio je najveći u ratu potopljeni britanski brod od kraja Drugog svjetskog rata. Sergio Sepetić bio je dio posade izvidničkog zrakoplova Lockheed P-2 Neptune koja je 4. svibnja 1982. navela argentinske lovce prema razaraču HMS Sheffield nakon čega je taj brod potopljen. Daniel Antonio Jukić poginuo je 1. svibnja 1982. kao pilot FMA IA 58 Pucare u napadu britanskih Harriera na Goose Green.

## U popularnoj kulturi

### Film
- Nedžentlmenski potez (engl:An Ungentlemanly Act), igrani je film u redatelja Suarta Urbana iz 1992., u produkciji BBC-a, koji prati tzv. Operaciju Rosario iz perspektive britanskog garnizona na otočju.
- Prosvijetljeni vatrom (španj: Iluminados por el fuego), argentinski je film iz 2005. godine koji prati sukob kroz sjećanja mladog ročnika poslanog na Falklande.

### Glazba
- Pjesma Dire Straitsa, Brothers in Arms, inspirirana je Falklandskim ratom.[8]
- Pjesma Back in Control švedskog heavy metal-sastava Sabaton je također inspirirana Falklandskim ratom .[9]

### Videoigre
- Project Reality, modul za Battlefield 2 sadrži karte koje se odvijaju u Falklandskom ratu.
- Arma 3, sadrži radionički modul (Steam Workshop mod) naziva:  "Goose Green, Falklands", što su karte koje se odvijaju u Falklandskom ratu.